# Matéo Garcia (rugbista)
Matéo Garcia (Francia, 8 de julio de 2002) es un jugador profesional francés de rugby que se desempeña en la posición de apertura en Union Bordeaux Bègles, equipo perteneciente a la liga Top 14.

## Carrera
Garcia es un jugador de formación francesa (JIFF). Comenzó su carrera deportiva con el equipo Aviron Bayonnais, en el cual jugó cuatro temporadas (2016-2020), después pasó a Union Bordeaux Bègles, donde lleva jugando cuatro temporadas.